# Capitán Prat (1890)
Capitán Prat byla bitevní loď postavená ve francouzských loděnicích pro chilské námořnictvo. Ve službě byla v letech 1893–1936. Od roku 1931 byla využívána jako mateřská loď ponorek třídy Capitan O'Brien.

## Stavba

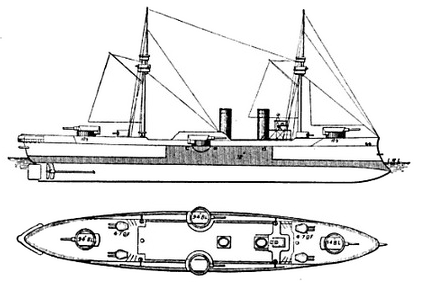
Základní uspořádání plavidla

Plavidlo postavila francouzská loděnice Forges et Chantiers de la Méditerranée v La Seyne. Kýl plavidla byl založen roku 1889, na vodu bylo spuštěno 20. prosince 1890 do služby bylo přijato v květnu 1893.

## Konstrukce

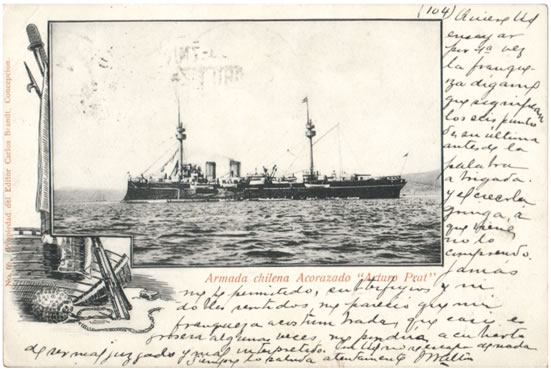
Chacabuco

Trup plavidla měl vysoký volný bok a byl opatřen klounem. Hlavní výzbroj tvořily čtyři 240mm kanóny umístěné ve čtyřech věžích na přídi, zádi a bocích trupu. Doplňovalo je osm 120mm kanónů ve dvoudělových věžích a lehká výzbroj šesti 57mm kanónů Hotchkiss, čtyř 47mm kanónů Hotchkiss, deseti 37mm kanónů Hotchkiss a čtyř 450mm torpédometů (jeden příďový, jeden záďový a dva na bocích trupu). Část lehké výzbroje byla umístěna do dvou bojových stěžňů. Pohonný systém tvořilo pět cylindrických kotlů a dva parní stroje s trojnásobnou expanzí o výkonu 12 000 ihp, pohánějící dva lodní šrouby. Nejvyšší rychlost dosahovala 18,3 uzlu. Dosah byl 4600 námořních mil při rchlosti 8 uzlů.

### Modifikace
V letech 1909–1910 byly původní kotle nahrazeny dvanácti vodotrubními kotly Babcock & Wilcox. Oba komíny byly zvýšeny. Rychlost se zvýšila na 19,5 uzlu.